# 62 Serpentis
62 Serpentis, som är stjärnans Flamsteed-beteckning, är en dubbelstjärna belägen i den mellersta delen av stjärnbilden Örnen, framför en mörk strimma i Vintergatan. Trots sin Flamsteed-beteckning tillhör den inte Ormens stjärnbild. Den ligger på gränsen mellan stjärnbilderna och fick byta tillhörighet vid översynen av gränser mellan stjärnbilderna år 1930 och benämns efter bytet av stjärnbild ofta med sin HD-beteckning, HD 175515. Den har en kombinerad skenbar magnitud på ca 5,57 och är svagt synlig för blotta ögat där ljusföroreningar ej förekommer. Baserat på parallax enligt Gaia Data Release 2 på ca 11,5 mas, beräknas den befinna sig på ett avstånd på ca 283 ljusår (ca 87 parsek) från solen. Den rör sig bort från solen med en heliocentrisk radialhastighet av ca 23 km/s.

## Egenskaper
Primärstjärnan 62 Serpentis A är en gul till vit jättestjärna  av spektralklass G9 III, som har förbrukat förrådet av väte i dess kärna och utvecklats bort från huvudserien. Den ingår i röda klumpen och befinner sig för närvarande på den horisontella jättegrenen och genererar energi genom termonukleär fusion av helium i dess kärna. Den har en massa som är ca 1,5  solmassor, en radie som  är ca 10,5 solradier och utsänder ca 53 gånger mera energi än solen från dess fotosfär vid en effektiv temperatur av ca 4 700 K. Stjärnan har en mycket låg rotation och den projicerade rotationshastigheten är för liten för att kunna mätas.
62 Serpentis är en misstänkt variabel, som har visuell magnitud +5,57 och varierar inom vissa våglängder med en periodicitet som inte är fastställd. Den är en enkelsidig spektroskopisk dubbelstjärna med en omloppsperiod på 8,2 år och en excentricitet på 0,24.